# Зборник попа Драгоља
Зборник попа Драгоља је средњовековни старосрпски рукопис православног свештеника Василија Драгоља из 1259. године. Написан је ћирилицом на пергаменту српском редакцијом старословенскога језика — старосрпским или српскословенским језиком.
Оригинални рукопис је израђен на кожи и пронађен је 1875. у српском селу Врака близу Скадра. Од 1902. године рукопис се чувао у Народној библиотеци Србије. Нестао је током евакуације и повлачења српске војске у Првом светском рату 1915. Враћен је Народној библиотеци Србије, пошто наплате дела ратне штете од Савезне Републике Немачке 1969. године.
Зборник попа Драгоља садржи упутства за откривање богумила, намењена православном свештенству, као и молитве против злих сила. Чак 17 генерација једне породице чувало га је, док га није пронашао Панта Срећковић из Скадра.